# 기도 가쓰히코
기도 가쓰히코(일본어: 木戸 克彦, 1961년 2월 1일 ~ )는 일본의 전 프로 야구 선수이자 야구 지도자, 야구 해설가·평론가이다. 오사카부 사카이시 니시구 출신이며 현역 시절 포지션은 포수였다.

## 인물

### 선수 시절
사카이 시립 하마데라 중학교를 나와 하마데라 중학교 출신의 아노 고지, 와다 도루, 기도 가쓰히코 등의 전직 프로 야구 선수 3명을 ‘하마데라의 3선수’라고 불리면서 야구계에서의 유명한 통칭이라고 사용하고 있다. PL가쿠엔 고등학교 시절에는 니시다 신지와 함께 배터리를 짜면서 제60회 전국 고등학교 야구 선수권 대회에서 팀은 우승을 제패했을 뿐만 아니라 준결승과 결승전에서의 극적인 승리를 차지하는 등 ‘역전의 PL’이라고 불렸다. 니시다와 함께 호세이 대학에 진학하여 도쿄 지역 6개 대학 야구팀으로 구성된 도쿄 6대학 리그 통산 76경기에 출장, 274타수 84안타, 타율 3할 7리, 5홈런, 33타점을 기록했고 2학년 가을부터 5시즌 연속 베스트 나인에 선정되었다. 교묘한 리드나 강한 어깨를 가졌다는 평가를 받아 1982년 프로 야구 드래프트 회의에서는 1순위로 한신 타이거스에 입단, 대학 선배인 다부치 고이치가 1978년 한신에서 퇴단(세이부 라이온스에 이적) 이래 비어있던 등번호 22번으로 배정되었다.
입단할 당시에는 가사마 유지, 야마카와 다케시와 병용되어 2군에서의 불펜 생활이 계속되었지만 1985년에 요시다 요시오 감독이 취임하면서 주전 포수로 발탁되었다. 그 해에 팀은 리그 우승과 일본 시리즈 우승을 동시에 석권하면서 데뷔 후 처음으로 다이아몬드 글러브상을 수상했다. 그러나 이듬해에는 시력 저하로 인해 안경을 착용한 상태에서 출전하기 시작하여 만성적인 오른쪽 어깨 부상과 성적 부진으로 인해 야마다 가쓰히코, 세키카와 고이치 등의 활약도 있어 서서히 출전 기회가 줄어드는 등 1996년 시즌 끝으로 현역 생활을 은퇴했다. 현역 만년에는 유후네 도시로와의 궁합이 맞을 정도로 높은 평가 받아 유후네가 등판하는 경기에서는 선발로 출전하기도 했고 현역 시절에는 나카니시 기요오키, 히라타 가쓰오, 기도를 통틀어 ‘NHK 트리오’라고 불리고 있었다.

### 현역 은퇴 후
현역 은퇴한 이듬해인 1997년부터 2000년까지 친정팀인 한신에서 1군 배터리 코치를 맡아 1999년부터 2001년의 노무라 가쓰야 감독 시절에는 위기를 넘기는 상황과 투수 교체할 시에 마운드로 달려 드는 역할도 맡길 수 있었다. 2001년 오프에는 노무라 감독의 추천으로 일단 수석 코치로 발탁되었지만 노무라 감독의 사임에 의해 배터리 코치로 다시 변경되었다. 2003년부터는 2군 감독으로 부임해 2군 정규 리그에서 팀을 우승으로 이끌었고 2년 뒤인 2005년에도 우승을 이끄는 등 시마노 이쿠오 종합 코치가 2군 감독으로 취임함과 동시에 퇴단했다.
2006년부터 아사히 방송의 야구 해설위원과 닛칸 스포츠 평론가로 활동했고 2008년부터는 1군 작전 코치 겸 배터리 코치로 발탁되어 한신에 복귀했지만 아사히 방송과 닛칸 스포츠와의 계약 기간이 3월까지 남아 있었기 때문에 스프링 캠프의 상황을 보고하고 있었다. 춘계 스프링 캠프에서는 가노 게이스케가 홍백전에서 실수를 범해 가노에게 격노하는 등 선수에 대한 엄격한 지도를 하였다.
2009년부터는 한신의 수석 코치로 승격되었고, 2011년 시즌 종료 후 마유미 아키노부 감독의 사임에 의해 코치직에서 물러났다. 현재 한신 타이거스 구단 편성 본부에서 근무하고 있다.

## 에피소드
기혼자이면서 부인과의 사이에 장녀가 있다. 부인은 한신 구단 사장이었던(당시) 나카노 하지무가 1985년 8월 12일경에 일본항공 123편 추락 사고로 사망하면서 그 비행기에 탑승할 예정이었지만 사고 직전에 예약을 취소하면서 사고를 면했다는 에피소드가 있다.

## 상세 정보

### 출신 학교
- PL가쿠엔 고등학교
- 호세이 대학

### 선수 경력
- 한신 타이거스(1983년 ~ 1996년)

### 지도자·기타 경력
지도자
- 한신 타이거스 1군 배터리 코치(1997년 ~ 2002년)
- 한신 타이거스 2군 감독(2003년 ~ 2005년)
- 한신 타이거스 1군 작전 코치 겸 배터리 코치(2008년)
- 한신 타이거스 1군 수석 코치(2009년 ~ 2011년)

해설자
- 아사히 방송·닛칸 스포츠 야구 해설자(2006년 ~ 2007년)

### 수상·타이틀 경력
- 다이아몬드 글러브상 : 1회(1985년)

### 개인 기록

#### 첫 기록
- 첫 출장 : 1983년 4월 24일, 대 주니치 드래곤스 2차전(나고야 구장), 6회말에 포수로서 출장
- 첫 안타·첫 타점 : 1984년 9월 15일, 대 야쿠르트 스왈로스 23차전(한신 고시엔 구장), 7회말에 오카와 아키라로부터 적시 2루타
- 첫 선발 출장 : 1984년 9월 25일, 대 요코하마 다이요 웨일스 25차전(한신 고시엔 구장), 7번·포수로 선발 출장
- 첫 홈런 : 1985년 4월 16일, 대 요미우리 자이언츠 1차전(한신 고시엔 구장), 4회말에 가토 하지메부터 2점 홈런

#### 기타
- 올스타전 출장 : 2회(1986년, 1988년)

### 등번호
- 22(1983년 ~ 1996년)
- 70(1997년 ~ 2005년, 2010년 ~ 2011년)
- 91(2008년 ~ 2009년)

### 연도별 타격 성적
| 연 도       | 소 속       | 경 기 | 타 석 | 타 수 | 득 점 | 안 타 | 2 루 타 | 3 루 타 | 홈 런 | 루 타 | 타 점 | 도 루 | 도 루 자 | 희 생 번 | 희 생 플 | 볼 넷 | 고 4 | 사 구 | 삼 진 | 병 살 타 | 타 율 | 출 루 율 | 장 타 율 | O P S |
| ----------- | ----------- | ----- | ----- | ----- | ----- | ----- | ------- | ------- | ----- | ----- | ----- | ----- | -------- | -------- | -------- | ----- | ---- | ----- | ----- | -------- | ----- | -------- | -------- | ----- |
| 1983년      | 한신        | 8     | 9     | 6     | 0     | 0     | 0       | 0       | 0     | 0     | 0     | 0     | 0        | 0        | 0        | 3     | 0    | 0     | 3     | 0        | .000  | .333     | .000     | .333  |
| 1984년      | 한신        | 26    | 28    | 23    | 2     | 5     | 2       | 0       | 0     | 7     | 2     | 0     | 0        | 3        | 0        | 1     | 0    | 1     | 5     | 2        | .217  | .280     | .304     | .584  |
| 1985년      | 한신        | 103   | 358   | 295   | 34    | 71    | 5       | 1       | 13    | 117   | 32    | 0     | 0        | 18       | 2        | 41    | 9    | 2     | 41    | 8        | .241  | .335     | .397     | .732  |
| 1986년      | 한신        | 95    | 237   | 203   | 16    | 46    | 12      | 0       | 5     | 73    | 23    | 0     | 0        | 10       | 2        | 22    | 2    | 0     | 32    | 10       | .227  | .300     | .360     | .659  |
| 1987년      | 한신        | 101   | 275   | 235   | 26    | 56    | 9       | 0       | 6     | 83    | 18    | 1     | 1        | 11       | 1        | 26    | 8    | 2     | 27    | 10       | .238  | .318     | .353     | .671  |
| 1988년      | 한신        | 121   | 408   | 351   | 34    | 89    | 14      | 1       | 6     | 123   | 38    | 0     | 1        | 19       | 2        | 35    | 6    | 1     | 62    | 8        | .254  | .321     | .350     | .672  |
| 1989년      | 한신        | 93    | 317   | 280   | 22    | 69    | 14      | 1       | 6     | 103   | 32    | 3     | 1        | 13       | 2        | 21    | 1    | 1     | 49    | 7        | .246  | .299     | .368     | .667  |
| 1990년      | 한신        | 102   | 264   | 230   | 19    | 54    | 7       | 0       | 5     | 76    | 30    | 0     | 1        | 7        | 2        | 21    | 3    | 4     | 49    | 7        | .235  | .307     | .330     | .638  |
| 1991년      | 한신        | 80    | 185   | 163   | 14    | 37    | 7       | 1       | 5     | 61    | 24    | 0     | 2        | 4        | 0        | 18    | 3    | 0     | 36    | 6        | .227  | .304     | .374     | .678  |
| 1992년      | 한신        | 63    | 99    | 89    | 8     | 9     | 1       | 0       | 2     | 16    | 10    | 1     | 0        | 3        | 0        | 7     | 0    | 0     | 21    | 3        | .101  | .167     | .180     | .346  |
| 1993년      | 한신        | 49    | 125   | 112   | 8     | 25    | 8       | 0       | 1     | 36    | 6     | 1     | 0        | 3        | 0        | 10    | 0    | 0     | 25    | 5        | .223  | .287     | .321     | .608  |
| 1994년      | 한신        | 34    | 73    | 67    | 5     | 19    | 5       | 0       | 1     | 27    | 1     | 0     | 0        | 1        | 0        | 5     | 0    | 0     | 8     | 0        | .284  | .333     | .403     | .736  |
| 1995년      | 한신        | 50    | 108   | 91    | 4     | 16    | 2       | 0       | 0     | 18    | 6     | 1     | 0        | 2        | 1        | 14    | 1    | 0     | 22    | 4        | .176  | .283     | .198     | .481  |
| 1996년      | 한신        | 40    | 52    | 47    | 7     | 9     | 3       | 1       | 1     | 17    | 4     | 1     | 1        | 1        | 0        | 4     | 1    | 0     | 13    | 2        | .191  | .255     | .362     | .617  |
| 통산 : 14년 | 통산 : 14년 | 965   | 2538  | 2192  | 199   | 505   | 89      | 5       | 51    | 757   | 226   | 8     | 7        | 95       | 12       | 228   | 34   | 11    | 393   | 72       | .230  | .305     | .345     | .650  |

## 관련 저서
- 하시모토 기요시 (2009년 3월). 《PL学園OBはなぜプロ野球で成功するのか?》 [PL가쿠엔 OB는 왜 프로 야구에서 성공할까?]. 피아. ISBN 978-4835617282. ※하시모토 기요시가 제5장에서 기도를 취재, 1978년 여름에 열린 제60회 전국 고등학교 야구 선수권 대회 준결승·결승전과 기적의 대역전에 의한 고시엔 구장에서 첫 우승한 PL가쿠엔을 기도가 말하는 부분이 발췌됨